# العقد الصينية
العُقد الصينية (بالصينية: 中国结؛ بينيين (اللاتيتية الصينية): Zhōngguó jié) هو فنٌ من فنون الحِرف اليدوية التي بدأت كشكل من أشكال الفن الشعبي الصيني من سلالة تانغ وسونغ الحاكمة في الصين في السنة (960–1279) ميلاديًّا. وفيما بعد انتشر هذا الفن في سلالة مينغ الحاكمة وفي اليابان وكوريا. ويسمى هذا الفن، أيضًا، بالعُقده الزخرفية التقليدية الصينية، وتُعرف في الثقافات الأخرى باسم (العقدة الزخرفية).
والعُقد الصينية عبارة عن خيوط مرتبة بحيث يُدخَل خيطان في أعلى العقدة ويُخرج خيطان من أسفلها. وتكون مزدوجة ومتناظرة.

## تاريخها
تشيرالدراسات الأثرية إلى أن فن حياكة العُقدة يعود إلى عصور ما قبل التاريخ، فيما أصدرت الاكتشافات الحديثة إبر العظام القديمة المستخدمة في الخياطه وللإبر الحديثة وتبلغ من العمر 100 آلاف سنة، والتي كانت تستخدم لفك العُقد، ولكن نظرًا لطبيعتها الفنية، هناك أمثلة قليلة من عُقد ما قبل التاريخ الصينية وهي متواجدة في الوقت الحاضر. وقد تم الحفاظ على بعض أقدم الأدلة على الحياكة على السفن البرونزية في حقبة الدول المتحاربة (481-221 قبل الميلاد)، والمنحوتات البوذية من فترة السلالات الحاكمة الجنوبية والشمالية (317-581) وعلى لوحات الحرير خلال فترة مملكة هان الغربية (206 قبل الميلاد إلى 6 من الميلاد).
كما تم العثور على مصادر أخرى من العُقد في الأدب والشعر والرسائل الخاصة لبعض الحكام الأكثر شهرة في الصين. وفي القرن الثامن عشر، هناك رواية «حُلم الغرفة الحمراء» قد تحدثت عن هذا الفن بشكل مكثف.
وظل شيوع عقد الأربطة يتطور باستمرار على مدى آلاف السنين مع تطوير تقنيات أكثر تقدما وأشكال متشابكة على نحو متزايد التعقيد. وأخيرًا خلال عهد سلالة تشينغ الحاكمة (1644-1911) تم تغيير الطراز التقليدي الاصلي، وأصبح نموذجا فنيا مقبولا في المجتمع الصيني ووصلت إلى قمة نجاحها. وقد استمرت العُقد في الازدهار حتى نهاية إمبراطورية الصين وتأسيس جمهورية الصين في عام 1911 عندما بدأت الصين فترة نظرية التحديث. من عام 1912 إلى نهاية الثورة الثقافية في عام 1976، فقد فن العُقد الصينية تقريبا.

## الإقليم

### الإقليم الصيني
عبر التاريخ انقسم فن عقد الأربطة إلى خيوط وعُقد، وخلال فترات السلالات الحاكمة، قد عُيّن عدد من الحِرفيِّين في المحكمة وخارجها لتصدير الخيوط والعُقد من أجل تلبية الحاجة المتزايدة عليهم من مناطق مختلفة في المحكمة. وقد تم فصل الخيط والعُقدة والشُرَّابة ودمجها فيما بعد.
في كل مهرجان لسنة جديدة في الصين، سوف ترى حتى الآن العقد الصينية المزخرفة على الجدار، وأبواب المنازل، وتستخدمها المتاجر كزينة واحتفالًا بذلك اليوم. وعادةً تكون باللون الأحمر؛ تضامنا مع اعتبارها كالحظ عند الصينيين الشعبيين.

### إقليم اليابان
يميل اليابانيّون إلى حياكة العُقد الفردية بدلًا من الضفائر التي تستخدم في عمل العُقد.
إقليم كوريا
تعرف العقد الصينية بـ 매듭) Maedeup)، وغالبا بـ العُقد الكوري أو العُقدة الكوريه. وتعود أصولها إلى الممالك الثلاث الكورية في القرن الأول الميلادي. اُستخدمت مقالات لهذا المصطلح لأول مرة في الاحتفالات الدينية. وهي ايضًا مستوحاة من عُقدة صينية، وُجدت ولوحة جداريه في anak، هوانغهاي. وفي كوريا الشمالية الآن، ازدهر فن ربط العقد بالحرير بتاريخ 375 من الميلاد، بحيث استخدمت الخيوط المزخرفه على الفساتين الحريرية، ولتزيين السيوف، لتعليق الأغراض الشخصية من الأحزمة للطبقة الراقية، والمراسم، حيث إنها لازالت مستمرة في مراسم الزفاف إلى هذا الوقت. وتختلف العُقد الكورية عن التطريز الكوري، ولايزال فن شعبي شائع إلى الوقت الحاضر وخاصة عند كبار السن.
العُقدة الاساسية في التطريز الكوري تسمى بالدورا أو خيوط متصلة ومزدوجة، وعُقدة الدورا تستخدم في بداية ونهاية معظم مشاريع الحياكة. وهناك ما يقارب 33 عُقدة كورية أساسية التي تختلف حسب المنطقة الأصل.
ويعتبر كتاب بونغ سول تاسل جدير باعتباره عمل تمثيلي ومألوف عند الغربيين، وكثيرا ما يتم شراؤه كتذكارات للجدار المعلق على شكل مقرمه.

## أنواع العُقد

### معرض صور

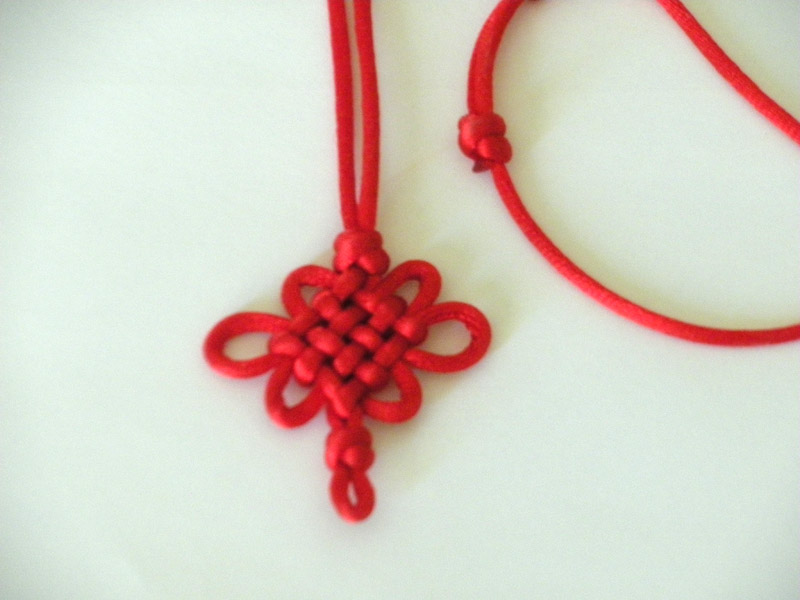
عُقدة بان تشانغ رباعية الصف مع عقده متقطعه
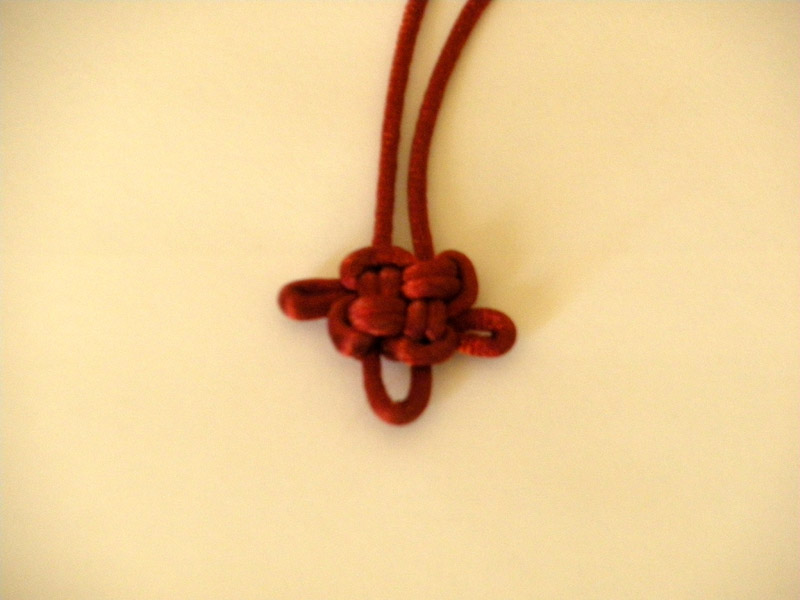
مثال على عُقدة تمني التوفيق
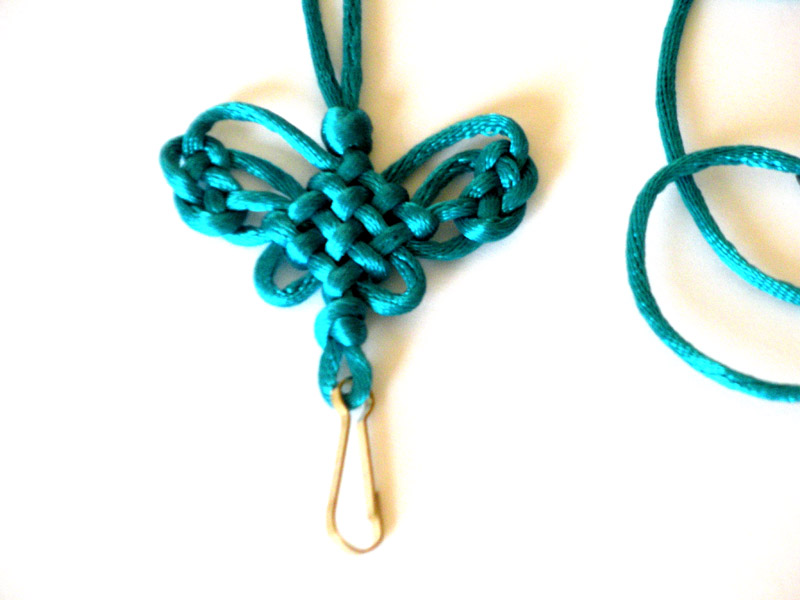
عُقدة الفراشة الصينية بعقدة الصليب
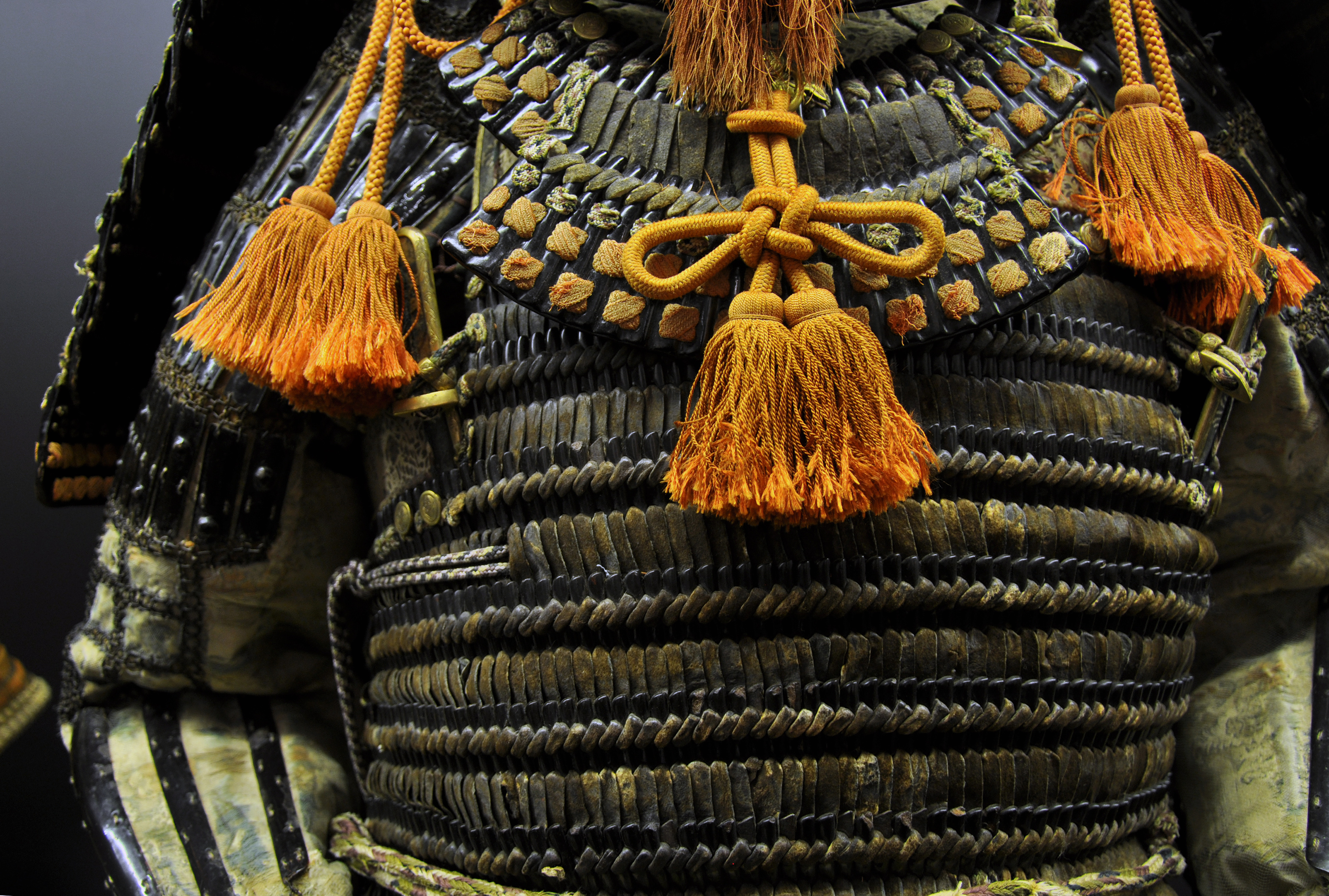
عُقدة اقي ماكي

## أسماء العقد
صنعت ليديا تشن 11 نوعًا اساسيًا من الأعمال الزخرفية الصينية في كتابها الأول، ثم انشأت عُقدة أكثر تعقيدا بالتكرار والجمع بين العقد الاساسية، وهم:
| اسمها                  | الأسم البديل                                                                         |
| عُقدة القرنفل           | عقدة الزهره الرباعيه، عقدة اليعسوب، عقدة الزنجبيل (كورية)                            |
| عقدة الديباج المستديرة | عقدة الزهرة السداسية                                                                 |
| عقدة الزر الصيني       | عقدة خيوط السكين، عقدة صافرة بوسون                                                   |
| العقدة المزدوجة        | عقدة ماثيو ووكر                                                                      |
| عقدة العملة المزدوجة   | عقدة كاريك بيند، عقدة جوزفين                                                         |
| عقدة سوڤاستيكا         | أجيماكي اليابانيه                                                                    |
| عقدة الصليب            | عقدة الصداقه، عقدة التاج الياباني                                                    |
| العقدة المربعة         |                                                                                      |
| عقدة بلافوند 天花板結  | عقدة النظارات (كورية)، عقدة السقف الغائره                                            |
| عقدة بان تشانغ 盤長結  | عقدة اللفائف، عقدة المعبد، العقدة اللانهائية، عقدة الأقحوان الكوريه، بالصوف 2x2 عقدة |
| عقدة الحظ السعيد       |                                                                                      |

إحدى الخصائص الرئيسية لعملية ربط العقد هي أن جميع العقد مربوطة باستخدام متر واحد من الخيط، وتظهر العقد المنتهية متطابقة من الأمام والخلف. وتأتي في مجموعة متنوعة من الألوان مثل؛ الذهبي، والأخضر، والأزرق، والأسود، ولكن اللون الاحمر هو الأكثر استخدامًا؛ لأنه يرمز إلى الحظ والازدهار.
وهناك العديد من أشكال العقد الصينية، وتعتبر عقدة الفراشه، والزهور، والطيور، والتنين، والسمكة، وأيضًا الأحذيه، وهذه من أكثر العقد شيوعاً. وكانوا يعتقدون ثقافيًا إنها بإمكانها أن تصد الأرواح الشريره مثل مرايا باكوا أو سحر الحظ للزفافات الصينيه.